# Hoàng Văn Nghĩa
Hoàng Văn Nghĩa là một tướng lĩnh trong Quân đội nhân dân Việt Nam, hàm Trung tướng, hiện là Phó Chủ nhiệm Ủy ban Kiểm tra Quân ủy Trung ương.

## Thân thế và binh nghiệp
Ông quê ở Bắc Lương, Thọ Xuân, Thanh Hóa.
Trước năm 2012, ông từng là Chủ nhiệm Chính trị, Phó Chính ủy Quân đoàn 4.
Năm 2012, ông được bổ nhiệm giữ chức Chính ủy Quân đoàn 4.
Tháng 3 năm 2015, ông được phong hàm Thiếu tướng.
Tháng 8 năm 2015, Hoàng Văn Nghĩa được bầu tái đắc cử Bí thư Đảng ủy, Chính ủy Quân đoàn 4.
Tháng 9 năm 2016, ông được điều động giữ chức Phó Chủ nhiệm Ủy ban Kiểm tra Quân ủy Trung ương.
Tháng 3 năm 2019, ông được phong quân hàm Trung tướng.